# Alejandro Silva
Alejandro Silva, född 28 juli 1958, är en friidrottare från Chile. Han deltog vid olympiska sommarspelen 1984.